# 300: 제국의 부활
《300: 제국의 부활》(300: Rise of an Empire)은 2014년에 공개된 미국의 영화로, 2007년 영화 《300》의 속편이다. 대한민국에서는 2014년 3월 6일 개봉했다.

## 줄거리
스파르타의 고르고 왕비는 테미스토클레스가 아테네의 다리우스 왕을 살해한 마라톤 전투에 대해 이야기한다. 다리우스의 아들인 크세르크세스는 아버지의 죽음을 목격하고 그리스인들과 다시는 전쟁을 벌이지 말라는 조언을 받는다. 다리우스의 해군 사령관인 아르테미시아는 크세르크세스를 설득하여 신이 되게 하고 사막 여행을 떠나게 한다. 크세르크세스는 동굴에 도달하여 이세계의 액체에 몸을 담그고 "신왕"으로 나타난다. 그는 페르시아로 돌아와 아버지의 복수를 위해 그리스에 전쟁을 선포한다.
크세르크세스의 군대가 테르모필레로 진격하는 동안, 테미스토클레스는 의회와 만나 페르시아인들과 바다에서 교전할 함대를 제공하도록 설득한다. 테미스토클레스는 레오니다스 왕에게 도움을 청하기 위해 스파르타로 여행하지만, 레오니다스가 신탁을 구하고 있으며 고르고는 아테네 편을 들기를 꺼린다는 딜리오스의 말을 듣는다. 테미스토클레스는 페르시아 군대에 잠입했던 옛 친구 스킬리아스와 재회하고, 아르테미시아는 그리스 태생이지만 가족이 그리스 호플리테스들에게 살해당한 후 페르시아로 망명했음을 밝힌다. 페르시아 사절이 그녀를 거두어 훈련시켰고, 그녀는 결국 해군 사령관으로 성장했다. 테미스토클레스는 또한 레오니다스가 단 300명의 병력으로 페르시아인들과 싸우기 위해 진격했음을 알게 된다.
테미스토클레스는 스킬리아스, 스킬리아스의 아들 칼리스토, 그리고 테미스토클레스의 오른팔인 아이스킬로스를 포함한 50척의 전함과 수천 명의 병력을 이끌고 에게해로 향하며 아르테미시온 해전을 시작한다. 그들은 페르시아 함선에 배를 들이받고 공격한 후 후퇴한다. 다음 날, 그리스인들은 후퇴하는 척하며 페르시아 함선을 틈새로 유인하여 갇히게 한다. 그리스인들은 위쪽 절벽에서 페르시아 함선을 공격한다. 테미스토클레스에게 감명받은 아르테미시아는 그를 자신의 배로 데려와 부사령관으로서 페르시아 편으로 유혹하려 하지만 그는 그녀의 제안을 거절한다.
페르시아인들은 타르와 화염 폭탄으로 그리스 함선을 공격하지만, 한 아테네인이 페르시아인 중 한 명을 죽이고, 그는 횃불을 들고 타르에 떨어져 양측의 함선에 손상을 입힌다. 테미스토클레스는 페르시아 수영병이 실어온 폭발물에 의해 바다에 던져져 거의 익사할 뻔했으나 아이스킬로스에게 구조되고, 다리우스 왕의 죽음을 반영하여 아르테미시아가 입힌 화살 부상으로 스킬리아스가 쓰러지는 것을 지켜본다. 테미스토클레스가 죽었다고 믿은 아르테미시아와 그녀의 군대는 철수한다. 부상에서 회복된 테미스토클레스는 수백 명의 전사들과 6척의 함선만이 재앙적인 공격에서 살아남았음을 알게 된다.
아르카디아 장군 닥소스는 테미스토클레스에게 에피알테스가 크세르크세스에게 그리스인들을 배신한 후 레오니다스와 그의 300명의 병사들이 죽었다고 말한다. 테미스토클레스는 아테네로 돌아와 에피알테스와 대면하고, 에피알테스는 크세르크세스가 아테네를 공격하고 불태울 계획임을 밝힌다. 에피알테스는 자신의 배신을 후회하고 죽음을 환영하지만, 살라미스에 그리스 군대가 집결하고 있음을 크세르크세스에게 경고할 수 있도록 목숨을 건진다. 테미스토클레스는 스파르타의 고르고를 찾아 도움을 요청하지만, 레오니다스의 죽음을 애도하는 고르고는 거절한다. 떠나기 전, 테미스토클레스는 고르고에게 레오니다스의 복수를 하라고 촉구한다.
아테네에서 크세르크세스 군대가 약탈을 자행하고 있을 때 에피알테스가 테미스토클레스의 메시지를 전달하기 위해 도착한다. 그가 살아있음을 알게 된 아르테미시아는 해군을 전투 준비시킨다. 테미스토클레스는 남은 모든 병력에게 계속 싸우라고 고무시킨다. 남은 그리스 함선들은 페르시아 함선들을 향해 돌격하며 결정적인 살라미스 해전을 시작한다. 테미스토클레스와 아르테미시아는 결투를 벌이고, 이는 무승부로 끝난다.
고르고는 델포이, 테베, 올림피아, 아르카디아, 스파르타를 포함한 수많은 그리스 도시 국가의 함선들과 함께 전투에 도착하며, 모두 페르시아인들에 맞서 단결한다. 절벽에서 전투를 지켜보던 크세르크세스는 자신의 해군 패배를 인정하고 군대의 진격을 계속하며 돌아선다. 아르테미시아가 테미스토클레스를 공격하지만 그는 그녀를 찔러 죽인다. 딜리오스가 그리스군의 공격을 이끄는 동안, 테미스토클레스와 고르고는 전체 그리스 군대와 함께 페르시아인들에게 돌격한다.

## 배역
- 설리번 스테이플턴 - 테미스토클레스 역
- 에바 그린 - 아르테미시아 역
  - 케이틀린 카마이클 - 8세 때의 아르테미시아 역
  - 제이드 시노스 - 13세 때의 아르테미시아 역
- 리나 히디 - 고르고 왕비 역
- 호드리구 산토루 - 크세르크세스 왕 역
- 핸스 매시선 - 아이스킬로스 역
- 캘런 멀비 - 스킬라스 역
- 데이비드 웨넘 - 딜리오스 역
- 잭 오코널 - 칼리스토 역
- 앤드루 티어넌 - 에피알토스 역
- 앤드루 플리빈 - 닥소스 역
- 이갈 나오르 - 다리우스 1세 역
- 벤 터너 - 아르타페르네스 역
- 아쉬라프 바롬 - 반다리 역
- 크리스토퍼 슈어레프 - 카샤니 역
- 피터 멘사 - 아르테미시아의 스승 역
- 제라드 버틀러 - 레오니다스 왕 역(카메오)
- 마이클 패스벤더 - 스텔리오스 역(카메오)

## 같이 보기
- 테르모필레 전투
- 살라미스 해전